# آمال السينما (فلم)
آمال السينما (بالإنجليزية: Cinema Futures) هو فيلم وثائقي نمساوي هندي نرويجي أمريكي أنتج عام 2016 من إخراج مايكل بالم.

## وصلات خارجية
- مقالات تستعمل روابط فنية بلا صلة مع ويكي بيانات